# Giacopo Antonio Venier
Giacopo Antonio Venier, le cardinal de Cuenca (né en 1422 à Recanati, dans les États pontificaux, et mort à Recanati, le 3 août 1479) est un cardinal italien de l'Église catholique.

## Biographie
Venier est clerc à la Chambre apostolique. Il est nommé évêque de Syracuse par le roi en 1460. En 1464 il est transféré à León et en 1469 à Cuenca. Il est nonce apostolique en Espagne près du roi Henri IV de Castille qui le revoit à Rome comme ambassadeur de l'Espagne. En 1460 il est nonce à Milan.
Venier est créé cardinal par le pape Sixte IV au consistoire du 7 mai 1473.

## Succession apostolique
Giacopo Antonio Venier a ordonné les évêques suivants :
- Évêque Alonso Ulloa de Fonseca Quijada (es) (1470)